# Alleato (attivismo)

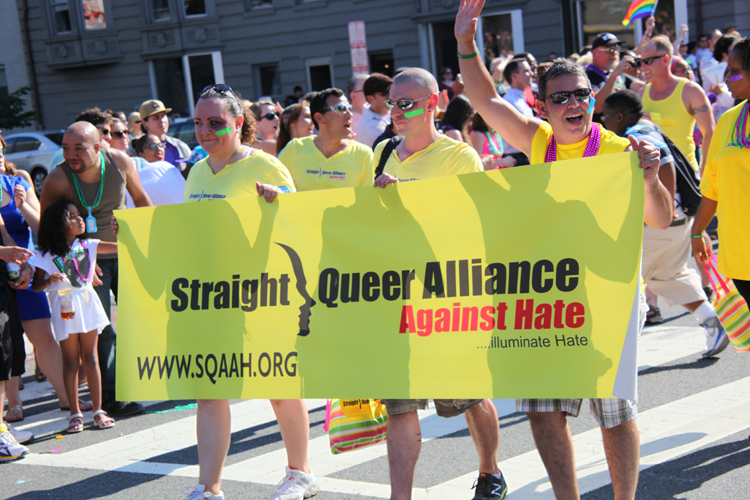
Alleati ad una parata del Pride

Nella terminologia LGBT, un alleato (in inglese ally) è una persona eterosessuale e cisgender che supporta e fa parte del movimento LGBT.

## Storia

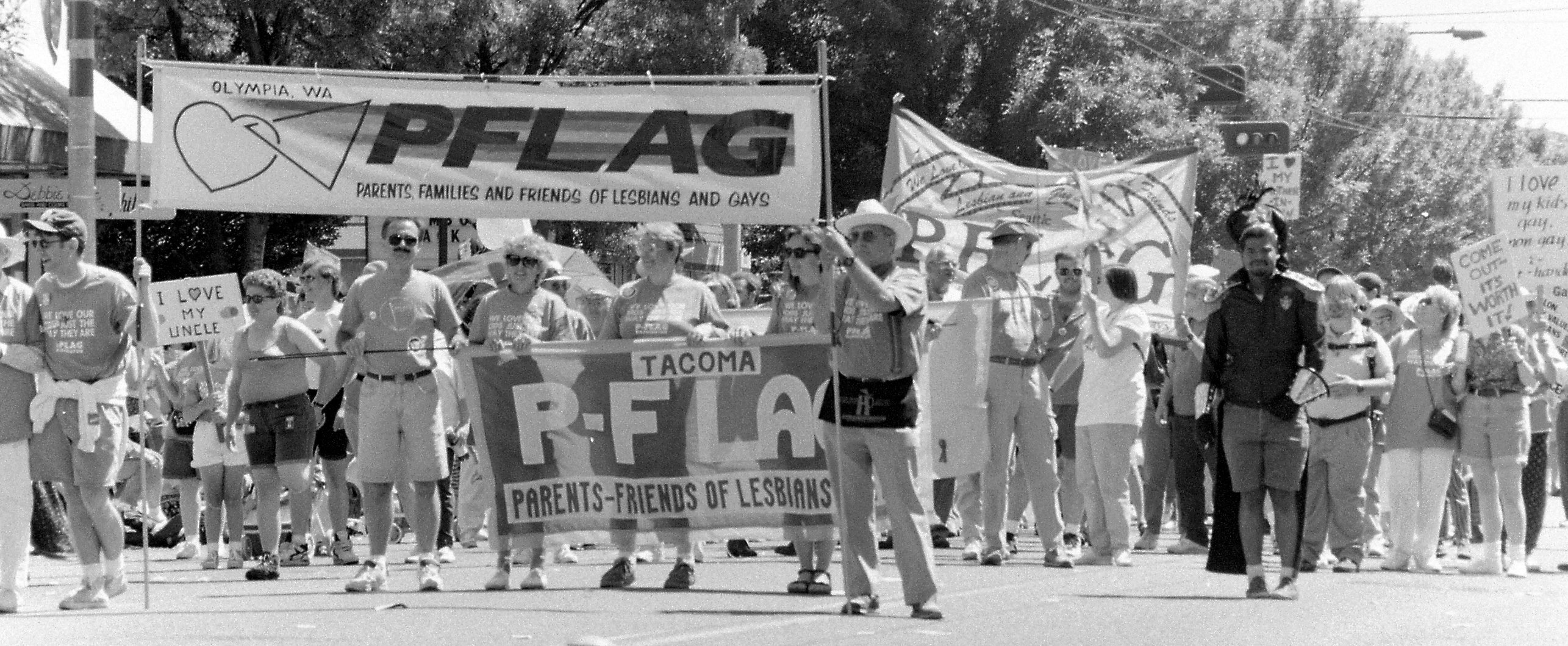
Manifestazione di PFLAG, l'organizzazione fondata da Manford, del 1995

Già ai tempi dei moti di Stonewall, verso l'inizio degli anni '70, seppur il termine alleato non venisse ancora utilizzato in questo contesto, diverse persone non appartenenti alla comunità LGBT si unirono alle rivolte per i diritti LGBT.
Nel 1973 venne fondata la prima organizzazione di alleati da Jeanne Manford, in supporto a suo figlio gay.
Attorno agli anni 2000 il termine ally e la bandiera degli alleati, essenzialmente la bandiera eterosessuale con una "A" arcobaleno sopra, hanno iniziato a diffondersi.

Bandiera degli alleati

## Controversie
La principale controversia riguardante gli alleati è la questione sulla loro appartenenza alla comunità LGBT. Non esistono enti o organizzazioni ufficiali che definiscano chi è parte della comunità LGBT, seppur il senso comune voglia che ad essa appartengano solamente le persone queer o genderqueer.
Alcune persone ritengono che nella sigla LGBTQIA+, la "A" stia anche per ally, mentre altre lo limitano ad asessuale e aromantico.
La non-appartenenza alla comunità LGBT non escluderebbe però l'appartenenza al movimento LGBT, e dunque alla partecipazione a manifestazioni come le parate del pride.